# Julio Antonio Mella
Julio Antonio Mella McPartland (L'Avana, 25 marzo 1903 – Città del Messico, 10 gennaio 1929) è stato un politico cubano, tra i fondatori del Partito Comunista di Cuba del 1925.

## Biografia
Mella nasce all'Avana da un'unione extramatrimoniale tra Nicanor Mella Brea, sarto dominicano, e Cecilia Magdalena McPartland y Diez, originaria dello Hampshire. A 19 anni si iscrive a Diritto e a Lettere e Filosofia presso l'Università dell'Avana. Nel 1922 partecipa a una manifestazione contro l'Emendamento Platt, ed in seguito partecipa alle lotte e agli scioperi degli studenti universitari. Fu tra i fondatori della Federazione Studentesca Universitaria. Nel 1924 partecipa alla fondazione della Federazione Anticlericale di Cuba e del giornale El Libertador.
Nel 1925 Mella è tra i fondatori del Partito Comunista di Cuba, che si contrappose al presidente Gerardo Machado. Nel novembre dello stesso anno viene arrestato con l'accusa di aver infranto la legge sugli esplosivi. A partire dal 5 dicembre organizza uno sciopero della fame di 18 giorni, dopo il quale viene liberato a seguito di un infarto. Mella in seguito fugge clandestinamente in Messico, dove la sera del 10 gennaio 1929, mentre sta rincasando con Tina Modotti, viene assassinato con due colpi di armi da fuoco. In punto di morte accusa il governo cubano d'aver ordinato il suo assassinio.